# Darmstadt-Dieburg
Darmstadt-Dieburg (eventualmente aportuguesado como Darmestádio-Dieburgo ou Darmstádio-Dieburgo)   é um distrito da Alemanha, na região administrativa de Darmstadt, estado de Hesse.

## Cidades e Municípios
| Cidades | Municípios                                                                                                |                                                                                            |
| --- | --- | ------------------------------------------------------------------------------------------ |
| 1. Babenhausen 2. Dieburg 3. Griesheim 4. Groß-Bieberau 5. Groß-Umstadt 6. Ober-Ramstadt 7. Pfungstadt 8. Reinheim 9. Weiterstadt | 1. Alsbach-Hähnlein 2. Bickenbach 3. Eppertshausen 4. Erzhausen 5. Fischbachtal 6. Groß-Zimmern 7. Messel | 1. Modautal 2. Mühltal 3. Münster 4. Otzberg 5. Roßdorf 6. Schaafheim 7. Seeheim-Jugenheim |